# Gautier Ier de Brienne
Pour les autres membres de la famille, voir Maison de Brienne.
Pour les articles homonymes, voir Brienne et Gautier de Brienne.
Gautier Ier de Brienne (né vers 1020, † c. 1089) est comte de Brienne et de Bar-sur-Seine au milieu et à la fin du XIe siècle.

## Biographie
Gautier (Ghautier) est le fils de Engelbert IV, comte de Brienne, a qui il a succédé, et de Pétronille (nom de famille inconnu, peut-être de Joigny, fille de Geoffroi Ier et d'Adélaïde de Sens).
Il devient comte de Brienne à la mort de son père Engelbert IV vers 1035. Il est alors sans doutes très jeune, mais a atteint sa majorité féodale.
Le 22 mai 1048, il assiste au concile de Senlis, présidé par Guy Ier de Soissons, évêque de Reims, et où est présent le Roi de France Henri Ier qui se voir reconnaître la possession de l'abbaye Saint-Médard de Soissons.
Il épouse Eustachie de Tonnerre, fille du comte de Tonnerre, Miles (Mille, Millon) [V],.
En 1072, il donne son accord avec sa femme Eustachie pour la donation du fief de Pothemout (Épothémont), au nord-est de Brienne-le-Château, par le comte et évêque de Langres, Hugues-Renaud, son beau-frère, à l'abbaye de Montier-en-Der. Il est désigné dans l'acte comme son héritier (Walteri Breonensis comitis heredis mei et uxoris sue sororis mee). Il obtient le titre de comte Bar-sur-Seine, après cette date.
Vers 1082, Gautier est en litige avec l'Abbaye de Montier-en-Der. Thibaud Ier, comte de Champagne, est obligé d'intervenir afin de régler cette affaire. Après avoir d'abord accepté ce règlement, Gautier refuse de l'appliquer. À la demande du comte Thibaud, Hugues de Die, légat du pape, prononce une sentence d'excommunication contre Gautier.

## Famille
Gautier de Brienne épouse Eustachie de Tonnerre (c.1040 - † 1090), fille de Miles (Mille, Millon) [V] († v. 1046/48), comte de Tonnerre, et d'Azeka/Azeko, dite [de Bar] ou [de Breteuil], de qui elle a cinq enfants :
- Engelbert de Brienne, qui devient moine à l'abbaye de Molesme[9] du vivant de son père, peut-être la tige des seigneurs de Conflant[10] ;
- Érard, qui succède à son père comme comte de Brienne[11] ;
- Milon, qui succède à son père comme comte de Bar-sur-Seine[1] (1090-1125) ;
- Perrenelle, qui épouse Thibaut, comte de Reynel, dont elle aura une fille (Mantia, religieuse à l'abbaye Saint-Jean de Laon)[4] ;
- Mantia, qui épouse Foulques IV, comte d'Anjou, mais qui sera répudiée.